# Клан Колкахун

Герб вождей клана Колкахун

Клан Колкахун (шотл. — Clan Colquhoun, гэльск. — Clann a' Chombaich) — горный шотландский клан.
- Девиз клана: Si je puis (франц.) — «Если смогу» (If I can)
- Боевой клич: Cnoc Ealachain или Cnoc an t-Seilich — холм недалеко от старого замка Россду (Rossdhu Castle) на берегу озера Лох-Ломонд, первая резиденция вождей клана.
- Земли клана: Данбантоншир[англ.]
- Символ клана: ветка орешника
- Пиброх клана: марш Колкагун
- Вождь клана: сэр Малкольм Колкахун, 9-й баронет из Ласса, 31-й лэрд Ласса, 33-й вождь клана Колкахун[3]
- Резиденция вождя клана: Россду-хаус[4]
- Историческая резиденция вождя клана: замок Дангласс[англ.][2]
- Враждебные кланы: Макгрегор, Макфарлан

## История клана Колкагун

### Происхождение
Земли клана Колкагун были на берегах озера Лох-Ломонд. Во время правления короля Шотландии Александра II Амфредус де Килпатрик (шотл. — Umphredus de Kilpatrick) получил эти земли от Малдуна, графа Леннокса. В частности, было получено земля Колкухон (шотл. — Colquhoun), Аухенторили (шотл. — Auchentorily) и Дамбак (шотл. — Dumbuck). Оплотом вождя клана Колкагун стал замок Дангласс, который стоит на скалистом мысе реки Клайд. Этот замок расположен недалеко от королевского замка Данбартон, в котором вожди клана Колкагун были губернаторами и хранителями.
Титул вождя Колкахун включал титул барона Ласса с того времени, когда вождь клана Колкахун — сэр Роберт Колкахун женился на наследнице лордов Ласса в 1368 году.

### XV век
Во времена правления шотландского короля Якова II Стюарта вождь клана Колкахун — сэр Джон Колкахун был назначен губернатором королевского замка Данбартон. Но он был убит в ходе военного рейда на Инчмаррин (шотл. — Inchmurrin) в 1439 году. В то время шли постоянные войны между кланами, и вожди кланов осуществляли рейды на земли других кланов. Преемником убитого вождя стал второй сын сэра Джона, который получил весомое влияние при королевском дворе. Он получил грамоту на владение всеми землями клана, включая земли баронства Ласс в 1457 году. Ещё через год он получил во владение леса Россду (шотл. — Rossdhu) и Гленмахом (шотл. — Glenmachome) вместе с землями в Килмардинни (шотл. — Kilmardinny).
В 1474 году сэр Джон Колкахун (ок. 1390—1479) входил в состав посольства к английскому королю Эдуарду IV с целью переговоров о браке дочери Эдварда — Сесилии с королем Шотландии Яковом IV Стюартом. Затем сэр Джон Колкахун защищал замок Данбар от повстанцев, которые его пытались взять штурмом и при этом был убит пушечным ядром. Клан Колкахун контролировал замок Камстрадден (шотл. — Camstradden), который был получен от баронов Ласс в 1395 году.

### XVI век
6-й вождь клана Колкахун, лэрд из Камстраддена, был известен как рыцарь, который участвовал в битве при Пинки в 1547 году.

### XVII век
Земли клана Колкахун были особенно уязвимы для рейдов других кланов, кроме того, они имели стратегическое значение в межклановой борьбе. В 1603 году Алистер Макгрегор (шотл. — Alasdair MacGregor) из клана Макгрегор вторгся на территорию клана Колкахун с 400 воинами. Александр Колкахун, вождь клана Колкахун (ум. 1617), собрал более 500 воинов и 300 всадников выступил против клана Макгрегор. Они отправились в Глен-Фруин. Макгрегоры разделили свои силы на две части и попытались атаковать клан Колкахун с тыла и с фронта. Конница загнала отряды Макгрегоров в Мосс Авхингайх (шотл. — Moss Auchingaich), но в ущелье конники были беспомощны и почти все были перебиты. Через 200 лет вожди обоих кланов встретились на этом самом месте, где был этот жестокий бой, и пожали друг другу руки.
В 1625 году сэр Джон Колкахун из Ласса (ум. ок. 1650) получил титул баронета Новой Шотландии (Nova Scotia). Но в 1632 году он был обвинен в преступлениях против государства и вынужден был скрываться вместе с женой — леди Кэтрин Грэм — дочерью 4-го графа Монтроза. Кроме этого, он был обвинен в колдовстве. Он вынужден был бежать, а все имения и земли были конфискованы. Старший сын Джона Колкахуна, сэр Джеймс Колкахун (ум. 1688), был восстановлен в правах в 1646 году.

### XVIII век
В 1703 году сэр Хэмфри Колкахун, 5-й баронет (ум. 1718), бывший член шотландского парламента от Данбантоншира, решительно высказался за независимость Шотландии и против унии с Англией. Он умер не оставив сыновей, поэтому его титул унаследовал муж его дочери — Джеймс Грант из Pluscardine (1679—1746). Но когда его старший брат умер, то он снова принял имя Грант. Он был родоначальником графов Сифилд и баронов Страспей. Поместье унаследовал Джеймс Грант Колкахун (1714—1786), который был четвертым сыном Джеймса Гранта и Энн Колкахун. Он построил замок Россду (шотл. — Rossdhu), который стал резиденцией вождей клана Колкахун.

### Вождь клана
Сэр Ивар Иэн Колкахун (1916—2008) стал 32-м вождем клана в 1948 году, он был вождем клана 60 лет до своей смерти в 2008 году. После его смерти 33-м вождем стал его второй сын Малкольм Рори Колкахун (род. 1947).
Сэр Малкольм Колкахун женат на леди Кэтрин. Его наследник — Патрик Колкахун из Ласса (род. 1980) родился от его первой жены Сьюзан Тиммерман.

### Септы клана Колкахун
Calhoun, Cohoon, Cowan (or Cowen), Ingram (or Ingraham), Kilpatrick, King, Kirkpatrick, Laing, McCowan, McMain, McManus, McClintock, McOwan.